# Rob Reiner

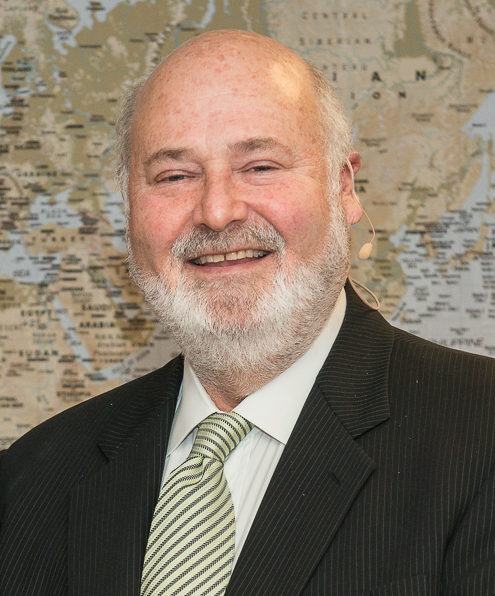
Rob Reiner (2013)

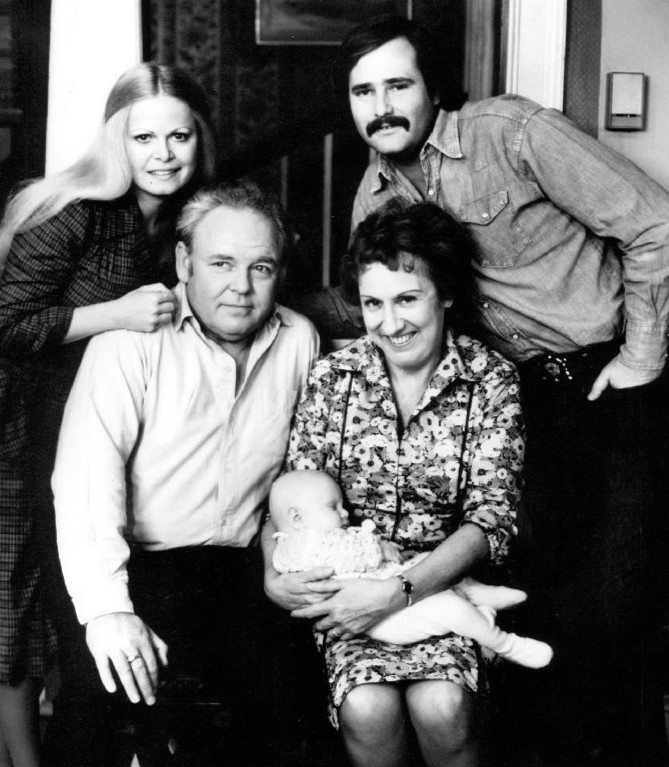
De vier hoofdfiguren uit All in the Family, rechtsboven staat Michael Stivic alias Rob Reiner

Robert (Rob) Reiner (New York, 6 maart 1947) is een Amerikaans acteur, regisseur en hij verzorgt film- en televisieproducties. Hij is de zoon van acteur Carl Reiner.

## Levensloop
Hij kreeg internationale bekendheid met zijn rol als Michael Stivic (alias 'Meathead' - 'Gehakthoofd'), de linkse schoonzoon van Archie Bunker, in de komische televisieserie All in the Family. In de jaren tachtig en negentig ontwikkelde Reiner zich tot regisseur, met als bekendste films Stand by Me, The Princess Bride, Misery, When Harry Met Sally... en A Few Good Men. Voor A Few Good Men kreeg hij een Oscar-nominatie in de categorie Beste Film. Reiner is ook bekend als anti-rookactivist.

### Persoonlijk
Reiner kreeg in 1969 een relatie met actrice en regisseuse Penny Marshall, met wie hij in 1971 trouwde. Hij adopteerde haar dochter Tracy Reiner. In 1981 scheidden ze. In 1989 trouwde hij met Michelle Singer, met wie hij drie kinderen kreeg.

## Filmografie (als acteur)
- 77 Sunset Strip televisieserie - Zoon (Afl., The Hong Kong Caper, 1959)
- Manhunt Televisieserie - Leroy Burkey (Afl., Woman on the Highway, 1961)
- That Girl televisieserie - Student (Afl., All About Ann, 1966)
- Hey, Landlord televisieserie - Tiener (Afl., From Out of the Past Comes the Thundering Hoofbeats, 1966)
- Batman televisieserie - Bezorger (Afl., The Penguin Declines, 1967)
- Hey, Landlord televisieserie - Moose (Afl., Oh, How We Danced, 1967)
- Hey, Landlord televisieserie - Grote kerel (Afl., Testing, One Two, 1967)
- The Andy Griffith Show televisieserie - Joe, leerling-drukker (Afl., Goober's Contest, 1967)
- The Big Mouth (1967) - Klein rolletje (Niet op aftiteling)
- Enter Laughing (1967) - Clark Baxter
- That Girl televisieserie - Carl (Afl., This Little Piggy Had a Ball, 1967)
- That Girl televisieserie - Kapper (Afl., The Good Skate, 1967)
- The Mothers-In-Law televisieserie - Joe Turner (Afl., The Career Girls, 1967)
- Gomer Pyle, U.S.M.C. televisieserie - Derde rekruut (Afl., Gomer the Recruiter, 1967)
- Gomer Pyle, U.S.M.C. televisieserie - Beatnik (Afl., Lost, the Colonel's Daughter, 1967)
- Gomer Pyle, U.S.M.C. televisieserie - Moondog (Afl., Flower Power, 1969)
- The Beverly Hillbillies televisieserie - Mitch (Afl., Back to the Hills, 1969|The Hills of Home, 1969)
- Room 222 televisieserie - Tony (Afl., Funny Money, 1970)
- Halls of Anger (1970) - Leaky Couloris
- Where's Poppa? (1970) - Roger
- The Headmaster televisieserie - Rol onbekend (Afl., Valerie Has an Emotional Gestalt for the Teacher, 1970)
- Summertree (1971) - Don
- The Partridge Family televisieserie - Snake (Afl., A Man Called Snake, 1971)
- Getting Together televisieserie - Rol onbekend (Afl., Those Oldies But Goodies Remind Me of You, 1971)
- Thurday's Game (televisiefilm, 1974) - Joel Forrest
- The Odd Couple televisieserie - Sheldn (Afl., The Rain in Spain, 1974)
- How Come Nobody's on Our Side? (1975) - Miguelito
- The Rockford Files televisieserie - Larry 'King' Sturtevant (Afl., The No-Cut Contract, 1976)
- Good Heavens televisieserie - Rol onbekend (Afl., Take Me Out to the Ball Game, 1976)
- Fire Sale (1977) - Russel Fikus
- Free Country televisieserie - Joseph Bresner (5 afl., 1978)
- The Tonight Show Starring Johnny Carson televisieserie - Gast-presentator (Afl. 7 augustus 1978)
- More Than Friends (televisiefilm, 1978) - Alan Corkus
- All in the Family televisieserie - Michael 'Meathead' Stivic (179 afl., 1971-1978)
- The T.V. Show (televisiefilm, 1979) - Verschillende rollen
- Archie Bunker's Place televisieserie - Michael Stivic (Afl., Thanksgiving Reunion: Part 1 & 2, 1979)
- The Jerk (1979) - Vrachtwagenchauffeur die Navin oppikt (Niet op aftiteling)
- Likely Stories, Vol. 1 televisieserie - Rol onbekend (1981)
- Million Dollar Infield (televisiefilm, 1982) - Monte Miller
- This Is Spinal Tap (1984) - Marty DiBergi
- Billy Crystal: Don't Get Me Started - The Billy Crystal Special (televisiefilm, 1986) - Martin DiBergi
- Tall Tales and Legends televisieserie - Jack Smith (Afl., Johnny Appleseed, 1986)
- Throw Momma from the Train (1987) - Joel
- Postcards from the Edge (1990) - Joe Pierce
- The Spirit of '76 (1990) - Dokter Cash
- Misery (1990) - Helikopterpiloot (Niet op aftiteling)
- Sleepless in Seattle (1993) - Ray
- Bullets Over Broadway (1994) - Sheldon Flender
- Mixed Nuts (1994) - Dr. Marshall Kinsky
- Bye Bye Love (1995) - Dr. David Townsend
- For Better or Worse (1996) - Dr. Plosner
- The First Wives Club (1996) - Dr. Morris Packman
- Mad Dog Time (1996) - Albert, de chauffeur
- Frasier televisieserie - Bill (Afl., The Maris Counselor, 1998, voice-over)
- Primary Colors (1998) - Izzy Rosenblatt
- Spinal Tap: The Final Tour (1998) - Marty DiBergi
- EDtv (1999) - Mr. Whitaker
- The Story of Us (1999) - Stan
- Catching Up with Marty DiBergi (Video, 2000) - Marty DiBergi
- The Majestic (2001) - Directielid studio (Stem)
- Alex & Emma (2003) - Wirschafter
- Everyday Life (televisiefilm, 2004) - Rol onbekend
- Hopeless Pictures televisieserie - Futterman (Afl. onbekend, 2005)
- Everyone's Hero (2006) - Screwie (Stem)
- Hannah Montana (2010) - Rob Reiner (Afl., You Gotta Lose This Job)
- Wizards of Waverly Place (2009) - Rob Reiner (Afl., Future Harper)
- 30 Rock (2010) - Senator Rob Reiner\Stanley the Dog (Afl., Let's Stay Together)
- The Wolf of Wall Street (2013) - Max Belfort

## Filmografie (als regisseur)
- Sonny Boy (Televisiefilm, 1974, tevens producer)
- Likely Stories, Vol.1 Televisieserie (1981)
- This Is Spinal Tap (1984)
- The Sure Thing (1985)
- Stand by Me (1986)
- The Princess Bride (1987, tevens producer)
- When Harry Met Sally... (1989, tevens producer)
- Misery (1990, tevens producer)
- A Few Good Men (1992, tevens producer)
- North (1994, tevens producer)
- The American President (1995, tevens producer)
- Ghosts of Mississippi (1996, tevens producer)
- I Am Your Child (Televisiefilm, 1997)
- Spinal Tap: The Final Tour (1998, tevens producer)
- The Story of Us (1999, tevens producer)
- Alex & Emma (2003, tevens producer)
- Everyday Life (Televisiefilm, 2004, tevens producer)
- Rumor Has It (2005)
- The Bucket List (2007, tevens producer)
- Flipped (2010, tevens producer)
- And So It Goes (2014, tevens co-producer)
- Shock and Awe (2017, tevens acteur)

## Filmografie (als producer)
- The Super Televisieserie (1972)
- Free Country Televisieserie (1978)
- More Than Friends (Televisiefilm, 1978)
- The T.V. Show (Televisiefilm, 1979)
- Million Dollar Infield (Televisiefilm, 1982)
- Morton & Hayes Televisieserie (1991)
- But...Seriously (Televisiefilm, 1994)
- Declaration of Independence (Dvd, 2003)

- Biblioteca Nacional de España: XX1297956
- Bibliothèque nationale de France: cb139531752 (data)
- Catàleg d'autoritats de noms i títols de Catalunya: 981058526482706706
- Gemeinsame Normdatei: 121544621
- International Standard Name Identifier: 0000 0001 1757 3612
- Library of Congress Control Number: nr93016413
- MusicBrainz: 9c03dfd6-be4e-432d-9498-0d36eea36e13
- Nationale Bibliotheek van Tsjechië: xx0073532
- Nationale Bibliotheek van Israël: 987007434153605171
- Nationale Bibliotheek van Polen: a0000001610727
- Nederlandse Thesaurus van Auteursnamen: 073391190
- LIBRIS: 274240
- SNAC: w60709rt
- Système universitaire de documentation: 128074159
- Virtual International Authority File: 34437864
- WorldCat: E39PBJh4rkkB7mddcj6v8cV9jC